# Третє вбивство
«Третє вбивство» (яп. 三度目の殺人, Сандоме но сацуджін, англ. The Third Murder) — японський драматичний трилер 2017 року сценариста та режисера Хірокадзу Корееди. Прем'єра фільму відбулася на 74-му Венеційському міжнародному кінофестивалі.

## Сюжет
Адвокат Томоакі Сіґеморі захищає клієнта Місумі, якого можуть засудити до смертної кари, якщо його буде визнано винним у вбивстві. Місумі вже має судимість за вбивство та зізнався у злочині, але докази змушують Сіґеморі сумніватися у вині клієнта.

## У ролях
- Масахару Фукуяма — Томоакі Сіґеморі
- Кодзі Якусьо — Місумі
- Судзу Хіросе — Сакі Яманака
- Юкі Саіто — матір Сакі
- Котаро Йошида — Дайсуке Сетцу
- Сінносуке Міцусіма — Кавасіма
- Ідзумі Мацуока — Акіко Хатторі
- Мікако Ічікава — Сінохара
- Ісао Хасідзуме — Акіхіса Сіґеморі
- Аджу Макіта — донька Томоакі
- Хаджіме Іноу — Оно

## Критика
На сайті Rotten Tomatoes «Третє вбивство» має рейтинг 84%, заснований на 62 відгуках кінокритиків. У консенсусі вебсайту йдеться: ««Третє вбивство» проводить задовільну роботу над своїм важкими темами, навіть попри те, що не зовсім відповідає найкращим творінням сценариста-режисера Хірокадзу Корееди». На Metacritic фільм має середній бал 66 зі 100, що базується на 12 рецензіях.

## Нагороди
| Премія                    | Категорія                              | Номінант          | Результат |
| ------------------------- | -------------------------------------- | ----------------- | --------- |
| Майніті                   | Найкращий сценарій                     | Хірокадзу Корееда | Номінація |
| Майніті                   | Найкраща чоловіча роль другого плану   | Кодзі Якусо       | Перемога  |
| Майніті                   | Найкраща жіноча роль другого плану     | Судзу Хіросе      | Номінація |
| Майніті                   | Найкраща операторська робота           | Мікія Такімото    | Номінація |
| Майніті                   | Найкраща робота художника-постановника | Йохей Танеда      | Номінація |
| Майніті                   | Найкраща музика                        | Людовіко Ейнауді  | Номінація |
| Блакитна стрічка          | Найкращий фільм                        | «Третє вбивство»  | Номінація |
| Блакитна стрічка          | Найкращий режисер                      | Хірокадзу Корееда | Номінація |
| Блакитна стрічка          | Найкраща чоловіча роль другого плану   | Кодзі Якусо       | Номінація |
| Блакитна стрічка          | Найкраща жіноча роль другого плану     | Юкі Саіто         | Перемога  |
| Блакитна стрічка          | Найкраща жіноча роль другого плану     | Судзу Хіросе      | Номінація |
| Азійська кінопремія       | Найкращий фільм                        | «Третє вбивство»  | Номінація |
| Азійська кінопремія       | Найкраща жіноча роль другого плану     | Судзу Хіросе      | Номінація |
| Премія Японської академії | Найкращий фільм року                   | «Третє вбивство»  | Перемога  |
| Премія Японської академії | Найкращий режисер року                 | Хірокадзу Корееда | Перемога  |
| Премія Японської академії | Найкращий сценарій року                | Хірокадзу Корееда | Перемога  |
| Премія Японської академії | Найкращий монтаж                       | Хірокадзу Корееда | Перемога  |
| Премія Японської академії | Найкраща чоловіча роль другого плану   | Кодзі Якусо       | Перемога  |
| Премія Японської академії | Найкраща жіноча роль другого плану     | Судзу Хіросе      | Перемога  |
| Премія Японської академії | Найкраща музика                        | Людовіко Ейнауді  | Номінація |
| Премія Японської академії | Найкраща операторська робота           | Мікія Такімото    | Номінація |
| Премія Японської академії | Найкраще світло                        | Норікійо Фудзіі   | Номінація |
| Премія Японської академії | Найкращий запис звуку                  | Кадзухіко Томіта  | Номінація |